# Federazione italiana settimanali cattolici
La Federazione italiana settimanali cattolici (FISC) è una federazione che riunisce i settimanali diocesani italiani.
La Fisc è nata il 27 novembre 1966. L'intento dichiarato dell'associazione è raccogliere l'eredità culturale, sociale ed ecclesiale della stampa diocesana cattolica, quale si è sviluppata a partire dall'Ottocento, nel solco del movimento cattolico italiano e alla luce dell'enciclica Rerum Novarum di papa Leone XIII.
A questo riguardo la federazione organizza periodicamente congressi e convegni, allo scopo di far conoscere e stimolare il confronto sulle problematiche del giornalismo e dei mezzi d'informazione, in relazione alla Chiesa e alla società. 

Dal 9 gennaio 2020 il presidente è Mauro Ungaro (direttore della “Voce Isontina», testata dell’arcidiocesi di Gorizia), successore di don Adriano Bianchi (2017-2019).
Nel 2022 le testate diocesane aderenti alla FISC erano 191, tra cui un quotidiano, due bisettimanali, 125 settimanali, 17 quindicinali, 31 mensili, cinque periodici esteri, un'agenzia di stampa e nove giornali online. I giornali aderenti alla federazione coprono gran parte del territorio nazionale (170 diocesi su 226). Il numero complessivo di copie diffuse alla settimana sfiora le 800.000 unità.
Nell'ottobre 2020 la FISC ha siglato un accordo con la Federazione nazionale stampa italiana per il lavoro giornalistico nelle testate d'informazione locale aderenti alla propria organizzazione.